# Oldeberkoop
Oldeberkoop (Stellingwerfs: Berkoop, Fries: Aldeberkeap) is een dorp in de gemeente Ooststellingwerf in de Nederlandse provincie Friesland.
Het dorp ligt ongeveer 12 kilometer ten noordoosten van Wolvega tussen Nijeholtpade en Nijeberkoop. Op 1 januari 2023 telde het dorp 1.535 inwoners. Onder het dorp vallen ook de buurtschappen Bekhof en Deddingabuurt. Vanaf de kleine haven in het dorp bij de voormalige veevoederfabriek loopt het kanaal Prinsenwijk (Stellingwerfs: Preenzewiek) in noordelijke richting naar de Tjonger.
Het dorp was van 1812 tot 1855 de hoofdplaats van de gemeente Ooststellingwerf. Rond 1825 werd ten zuiden van het dorp het Koepelbos aangelegd in opdracht van Jan Albert Willinge, grietman van Ooststellingwerf.

## Geschiedenis
Oldeberkoop is een van de oudste plaatsen in de Stellingwerven. De eerste schriftelijke verwijzing naar Oldeberkoop komt uit 1228. Friese strijders zouden bij 'Brokope' verzamelen om tezamen Drenthe binnen te vallen. De plaats is waarschijnlijk ontstaan na de vroege middeleeuwen op de zandruggen tussen de Tjonger en de Linde. In het midden van de 12e eeuw werd er een kerk gebouwd. Het schip van de kerk dateert uit deze periode. In 1955 vierden de bewoners het 850-jarig bestaan van de plaats, al is het onduidelijk wanneer precies de plaats is ontstaan.

### Tweede Wereldoorlog
De plaatselijke politieagent Auke Faber werd in de laatste maanden van de oorlog door de Duitsers gearresteerd, nadat zijn naam was genoemd door een gemartelde arrestant. Faber overleed op 22 april 1945 in concentratiekamp Wöbbelin. In 1995 werd de Auke Faberlaan naar hem vernoemd.
Tijdens de bevrijdingsdagen namen de Canadezen op 13 april 1945 tien gewapende Landwachters en Nederlandse SS'ers gevangen. Deze werden door de Canadezen overgedragen aan twee soldaten van de Binnenlandse Strijdkrachten. De mannen zouden worden overgebracht naar kamp Vledder. In de omgeving van Oldeberkoop werden de gevangenen echter gedood. Volgens Loe de Jong zouden de SS'ers en Landwachters door de Canadezen zijn doodgeschoten. Volgens andere verhalen zouden beide Nederlanders hierbij een actieve rol hebben gespeeld. Het rapport van de rijksrecherche over deze zaak is niet openbaar gemaakt.

## Monumenten
Een deel van Oldeberkoop is een beschermd dorpsgezicht, een van de beschermde stads- en dorpsgezichten in Friesland. Verder zijn er een aantal rijksmonumenten in het dorp. Ongeveer een kilometer ten zuiden van het dorp staat een Amerikaanse windmotor.

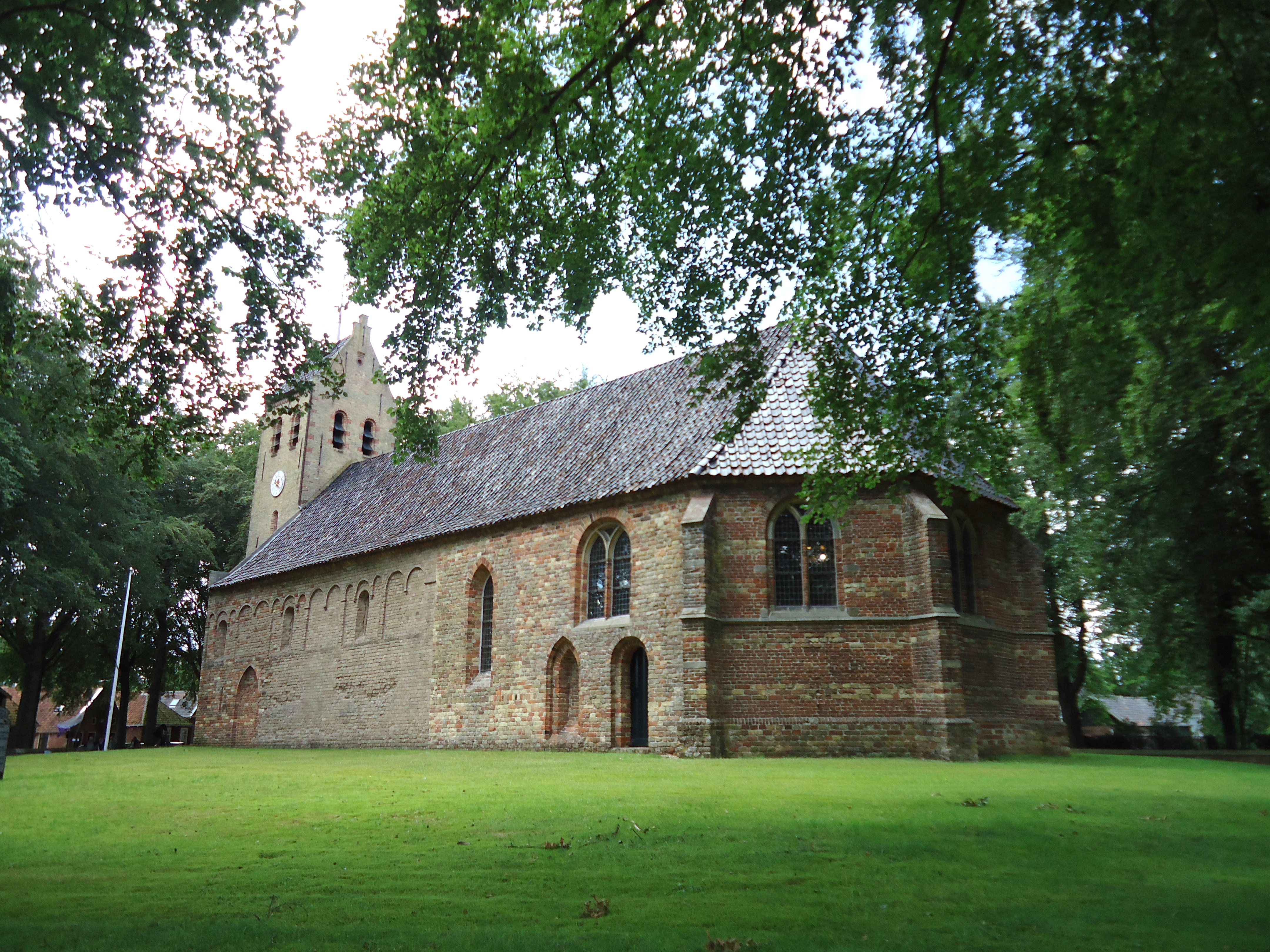
Bonifatiuskerk
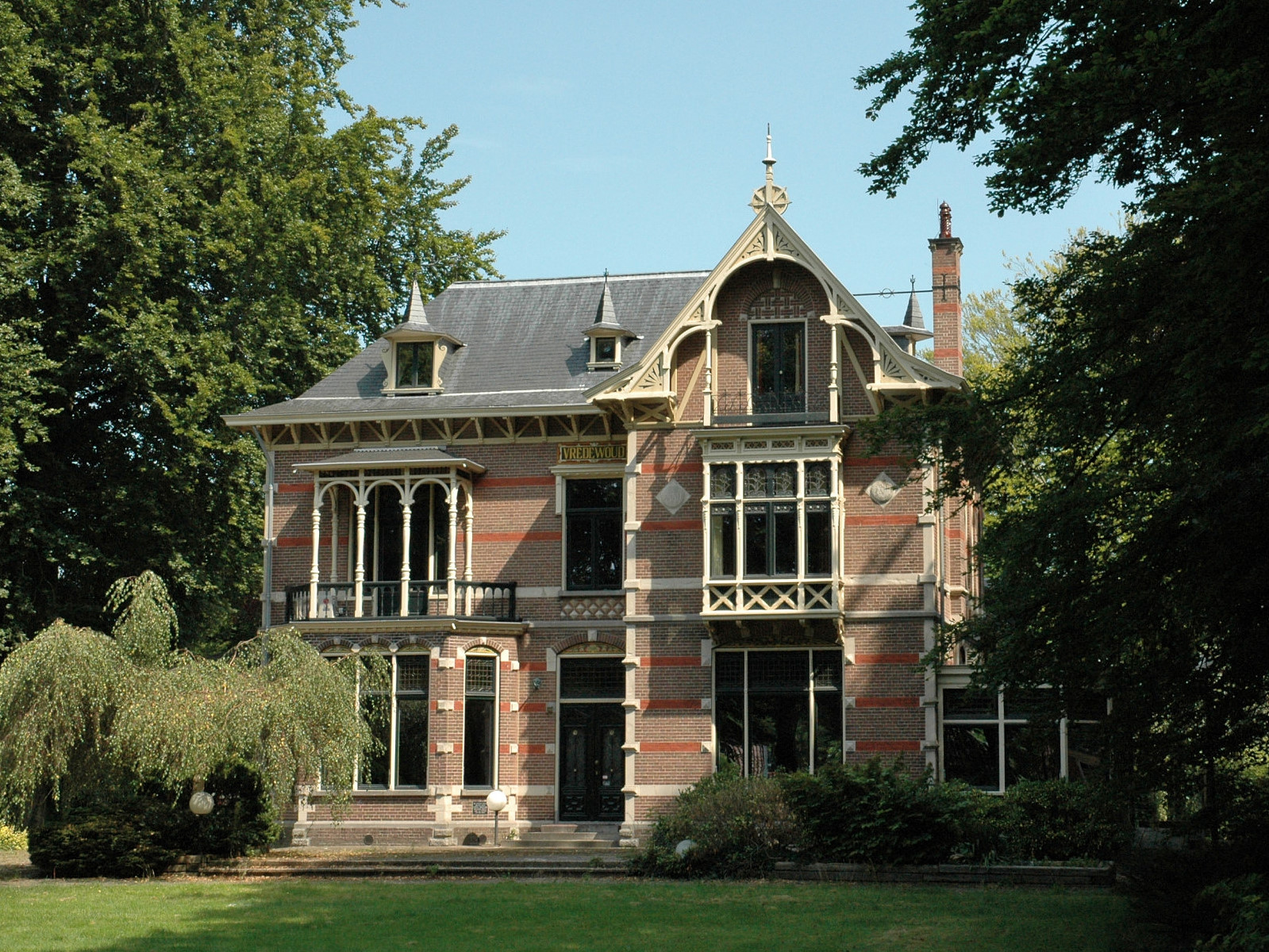
Villa Vredewoud in Oldeberkoop
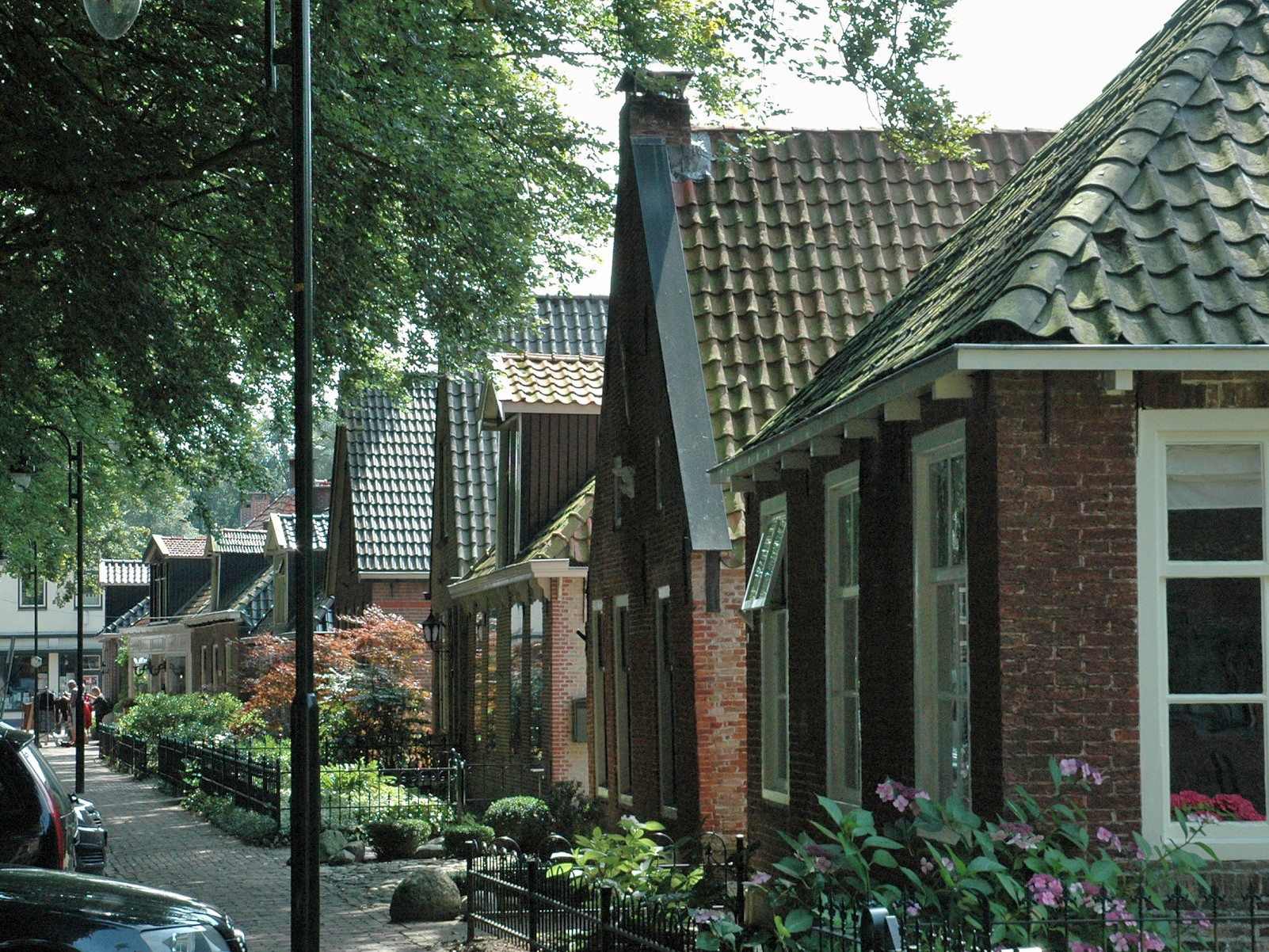
Willinge Prinsstraat in Oldeberkoop

## Open Stal
Sinds 1971 wordt in Oldeberkoop elke zomer de kunstmanifestatie "Open Stal" gehouden waarbij ongeveer 25 kunstenaars hun werk exposeren op zeer uiteenlopende locaties in het dorp; van stallen tot aan scholen en een aantal in de openlucht.

## Geitefok
De lokale oudejaarsvereniging 'De Geitefok' heeft vrijwel elk jaar een opvallend object 'geleend' als oudejaarsstunt. Ter gelegenheid van nieuwjaar 2012 nam de vereniging de Olympische ringen van het Olympisch Stadion uit Amsterdam mee naar Oldeberkoop. Het stadion deed aangifte, maar de zaak werd geseponeerd op voorwaarde dat de vereniging twee jaar lang geen strafbare stunts zou uithalen.
In de nacht van 27 op 28 december 2021 werd het LEGO-standbeeld van André Hazes ontvreemd. Op 8 januari 2022 bracht De Geitefok het weer teruggebracht naar de Dam, met enkele flessen Berenburg voor horecaondernemer Won Yip, op wiens initiatief het beeld in de zomer van 2021 was geplaatst. Yip was niet ontdaan: "Hij staat er weer. Prima toch. Weer een stukje vrolijkheid terug in de stad. En dat kunnen we wel gebruiken." Ook haalde De Geitefok op 29 december 2022 tijdens de uitzending van de Top 2000 de letters TOP van TOP2000 weg bij het Nederlands Instituut voor Beeld en Geluid. Ook de letters kwamen terecht.

## Sport
- VV Sport Vereent: voetbalvereniging
- KV Lintjo: korfbalvereniging
- Sport Vereent: volleybal-, turn-, badmintonvereniging

## Geboren in Oldeberkoop
- Jacobus Lyckles Lycklama à Nijeholt (1682-1742), bestuurder
- Jan Albert Willinge (1760-1839), politicus
- Gerrit Hendrik Kuperus (1897-1976), burgemeester
- Bauke Kammenga (1901-1990), burgemeester
- Pieter Leonard Willinge Prins (1901-1950), politicus
- Jan Hof (1959), korfballer
- Gerrit de Vries (1967), wielrenner
- Anita Looper (1975), hardloopster
- Sjoerd Hamburger (1983), roeier

## Bekende inwoners
- Jan Willem Bezemer (1921-2000), historicus[10]
- Peter Hiemstra (1954), beeldhouwer en keramist[11]
- Sebastiaan Wolswinkel (1994), politicus[12]